# Pisa Sporting Club 1964-1965
Questa voce raccoglie le informazioni riguardanti il Pisa Sporting Club nelle competizioni ufficiali della stagione 1964-1965.

## Rosa
| N. |                   | Ruolo | Calciatore         |
| -- | ----------------- | ----- | ------------------ |
|    | Italia (bandiera) | A     | Enzo Badiani       |
|    | Italia (bandiera) | C     | Fabrizio Barontini |
|    | Italia (bandiera) | P     | Franco Cacciatori  |
|    | Italia (bandiera) | D     | Italo Castellani   |
|    | Italia (bandiera) | C     | Carlo Cervetto     |
|    | Italia (bandiera) | P     | Ennio Ceschia      |
|    | Italia (bandiera) | A     | Adelio Colombo     |
|    | Italia (bandiera) | A     | Giuseppe Cosma     |

| N. |                   | Ruolo | Calciatore          |
| -- | ----------------- | ----- | ------------------- |
|    | Italia (bandiera) | D     | Benito Davanzati    |
|    | Italia (bandiera) | D     | Luciano Federici    |
|    | Italia (bandiera) | A     | Pier Luigi Galli    |
|    | Italia (bandiera) | D     | Roberto Gasparroni  |
|    | Italia (bandiera) | C     | Claudio Guglielmoni |
|    | Italia (bandiera) | A     | Agide Lenzi         |
|    | Italia (bandiera) | D     | Carlo Ripari        |
|    | Italia (bandiera) | D     | Bruno Romanini      |